# Alfa Romeo 156
L'Alfa Romeo 156 est une automobile produite par le constructeur automobile italien Alfa Romeo de 1997 à 2007. Élue voiture de l'année 1998, elle symbolise à cette époque le renouveau de la marque, après quelques années de morosité. Elle a été dessinée par le designer italien Walter da Silva, qui a été nommé par la suite directeur design du groupe VW après être passé par Seat et Audi comme responsable du design.

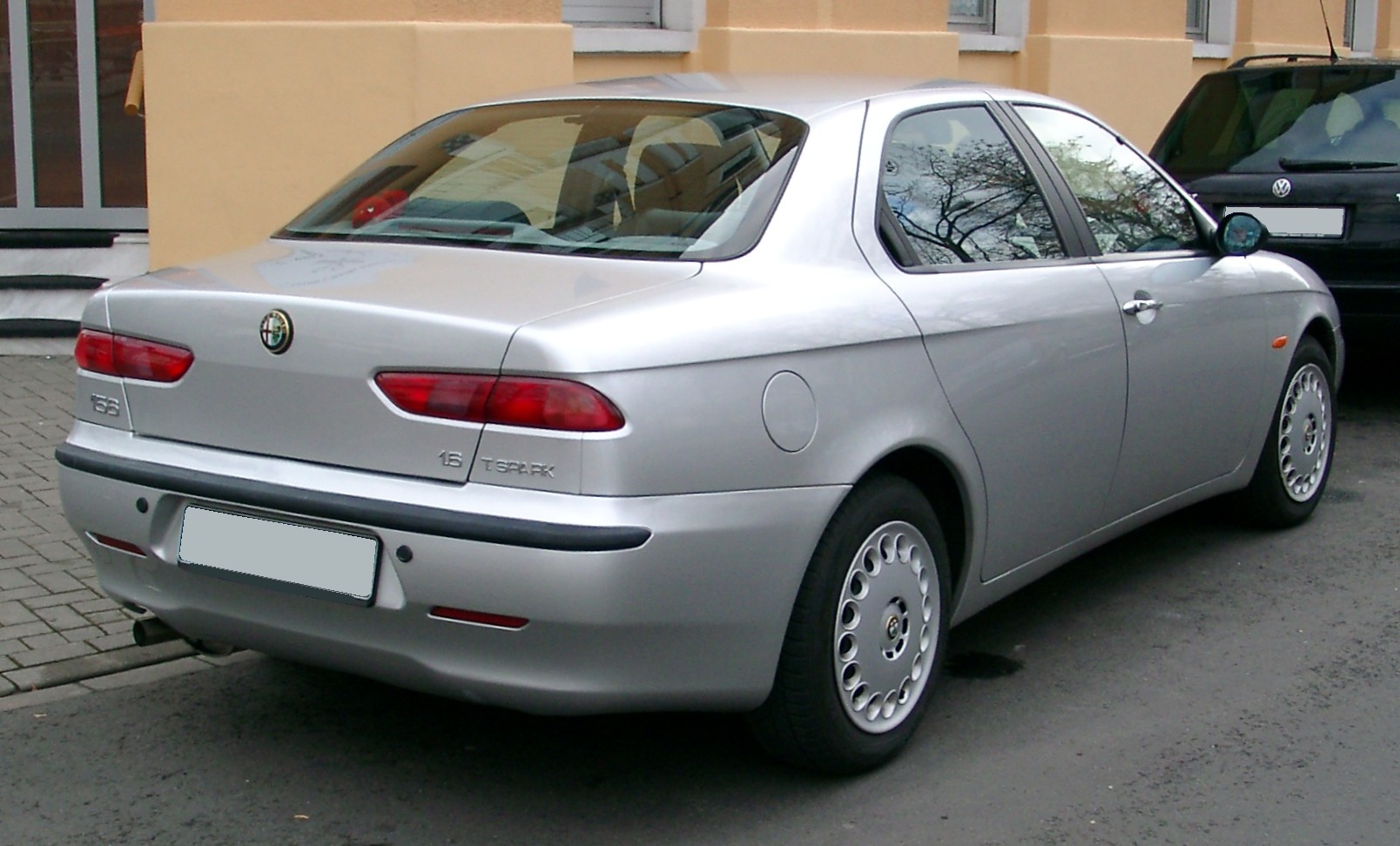
Alfa Romeo 156 berline

À l'inverse des lignes anguleuses de l'Alfa Romeo 155 qu'elle remplace, l'Alfa 156 a renoué avec la tradition des anciens modèles de la marque en adoptant des lignes fluides et bombées, avec quelques références de design « néo retro » telles que les poignées de porte avant, le retour à une calandre « trilobo » proéminente et affirmée ou encore la plaque minéralogique avant, déportée sur le côté gauche du bouclier.
La poignée de porte arrière innovante est dissimulée dans le montant de portière, fluidifiant la ligne générale de la voiture, dont beaucoup de designers se sont largement inspirés pour d’autres marques même prestigieuses.
La plateforme Il est utilisé dans Fiat Bravo, Brava et Marea,,. Elle n'est pas spécifique à Alfa Romeo puisqu'on la retrouve sur la Lancia Lybra. Le train avant est à double triangulation. Le train arrière est fermement guidé de chaque côté par un bras tiré et deux barres transversales, le tout étant suspendu par des jambes McPherson, schéma assez proche de celui de la Lancia Delta I. Ces suspensions combinées à une caisse très rigide font de cette 156 une berline sportive. La 156 pouvait être équipée en option d'un pack sport doté d'une suspension réglée plus basse et qui se distinguait extérieurement par l'ajout de jupes latérales sous les bas de caisse.

## Phase 1 (1997 - 2002)

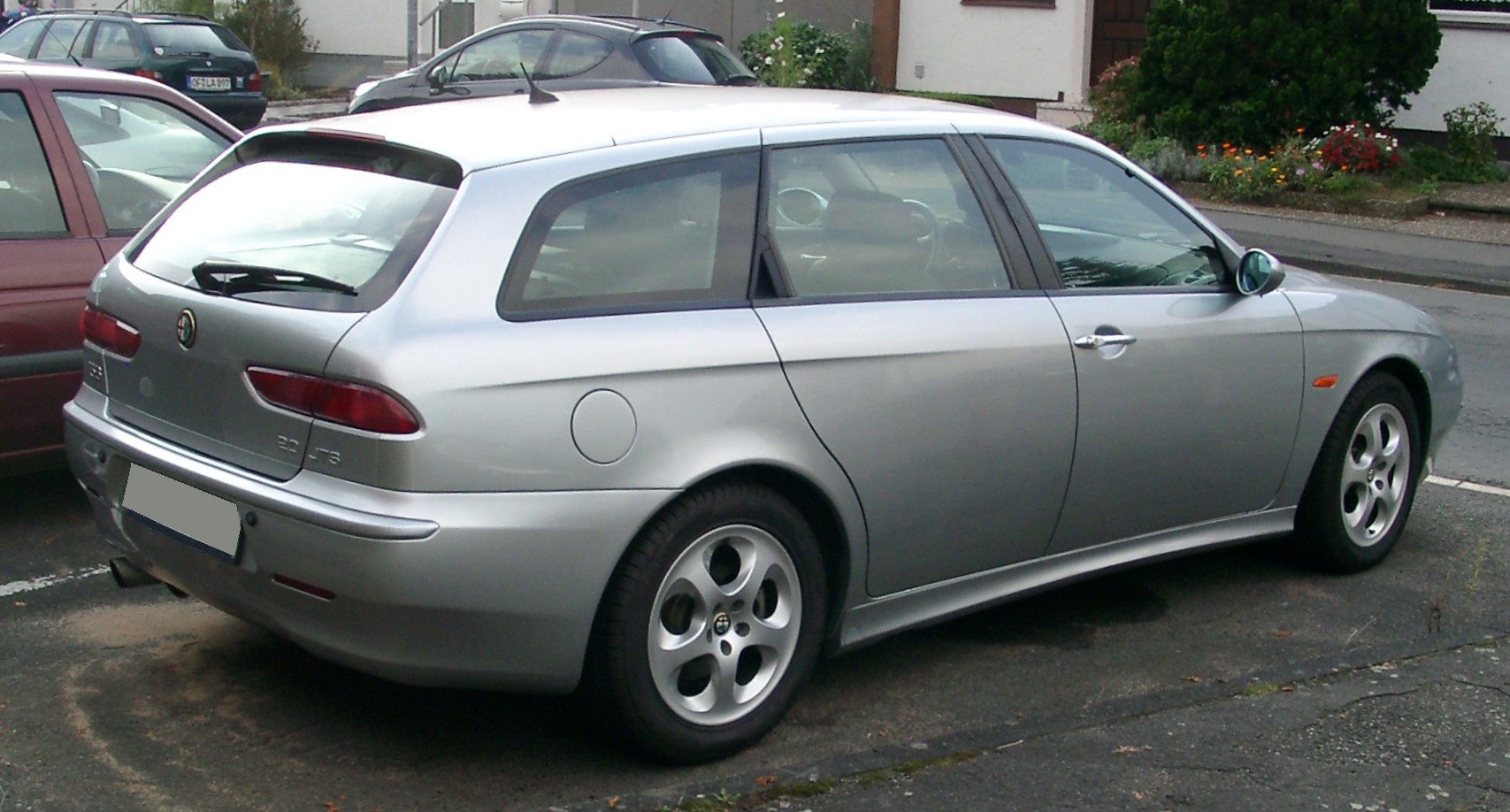
Alfa 156 SW

Entre 1997 et 2000 la 156 est proposée avec un moteur 1.6 Twin Spark de 110 et 120 ch, un 1.8 TS de 144 ch, un 2.0 TS de 155 ch avec une boite Selespeed en option, enfin le V6 Arese placé en position transversale de 2.5 (190 ch). La gamme est également composée de diesels JTD 1.9 de 105 ch et 2.4 de 136 ch. L'Alfa Romeo 156 a été la première voiture au monde équipée d'un diesel à rampe commune (Common rail), dont le brevet est dû à Fiat-Elasis et Magneti-Marelli.
En 2000, la 156 est proposée aussi en version break appelée « Sportwagon » (ou SW). Sa ligne très dynamique a beaucoup plu et permettra de conforter le succès commercial de la berline. Côté moteurs, le 2.0 TS passe à 150 ch, le 1.9 JTD à 116 ch et le 2.4 JTD à 140 ch.

## Phase 2 (2002 - 2003)
L'Alfa Romeo 156 a subi un léger changement de style en 2002, qui concerne principalement l'intérieur et le tableau de bord, comportant dès lors un ordinateur de bord de série. À l'extérieur, seules les coques de rétroviseurs et les baguettes sur les pare-chocs, peintes de la couleur de la carrosserie, la caractérisent. Côté moteurs, le 2.0 essence adopte l'injection directe et devient 2.0 JTS de 165 ch permettant une légère baisse de la consommation, le V6 2.5 passe à 192 ch, le 1.9 JTD passe à 115 ch et à 140 ch en version 16 soupapes, et le 2.4 JTD à 150 ch. Pendant le rapprochement du groupe Fiat (dont fait partie Alfa Romeo) et de General Motors (dont fait partie Opel), le moteur 1.9 JTD M-Jet 16v se retrouve dans plusieurs modèles Opel, comme la Vectra ou la Zafira.
Une version sportive 156 GTA (Gran Turismo Alleggerita) voit le jour en 2002, le sigle GTA faisant référence aux Alfa Romeo Giulia GTA des années 1960. La 156 GTA est reconnaissable à ses ailes élargies, ses boucliers et ses jantes spécifiques. L'habitacle est lui aussi spécifique avec des garnitures et des sièges baquet en cuir. Elle est équipée d'un V6 3.2 de 250 ch. Afin de concurrencer les breaks allemands de grosse cylindrée, la GTA fut aussi proposée en break (Sport Wagon).

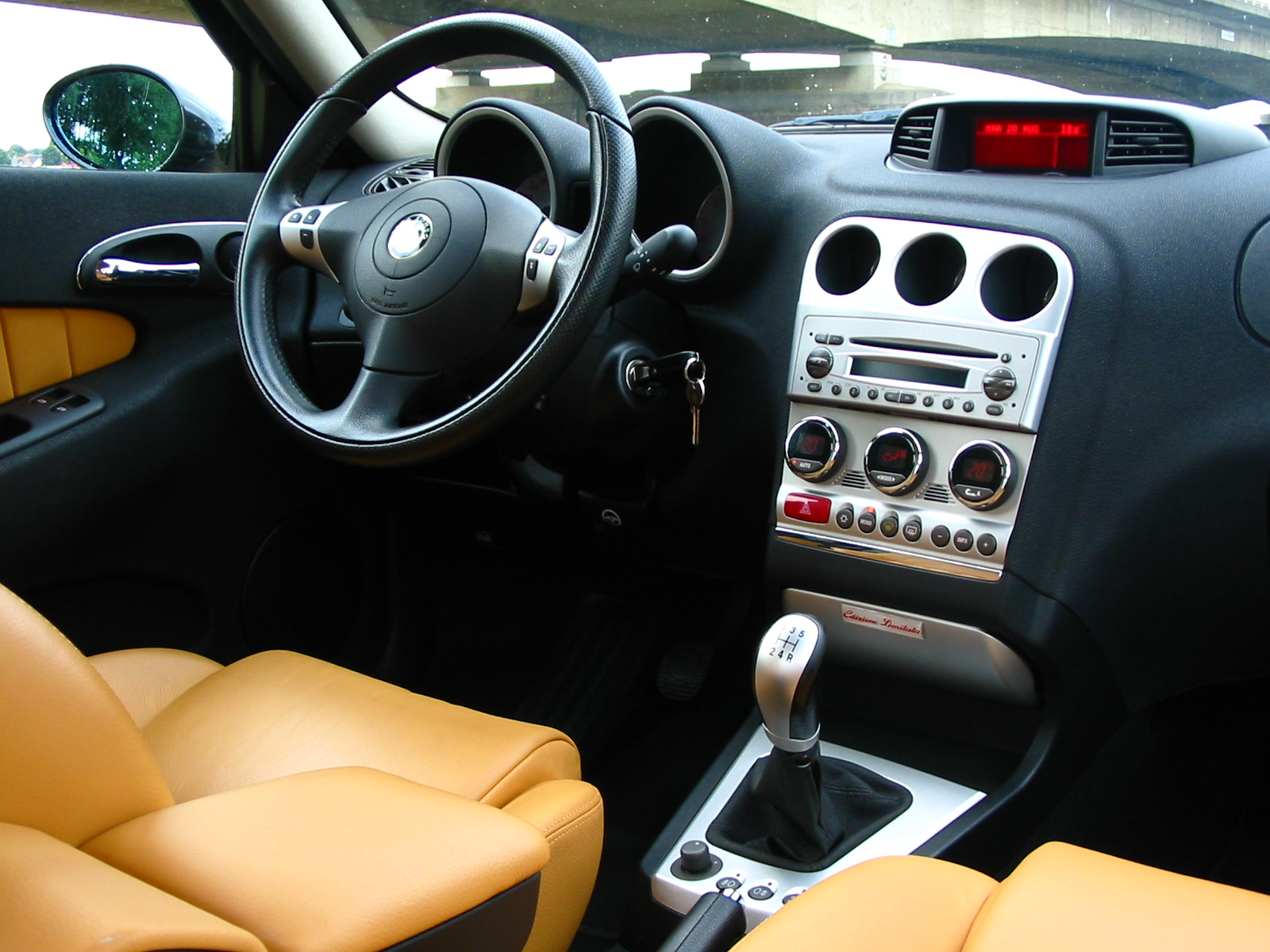
Alfa 156 2e série
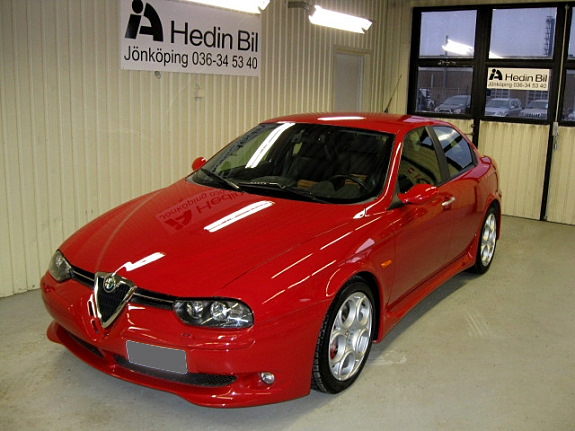
Alfa Romeo 156 GTA
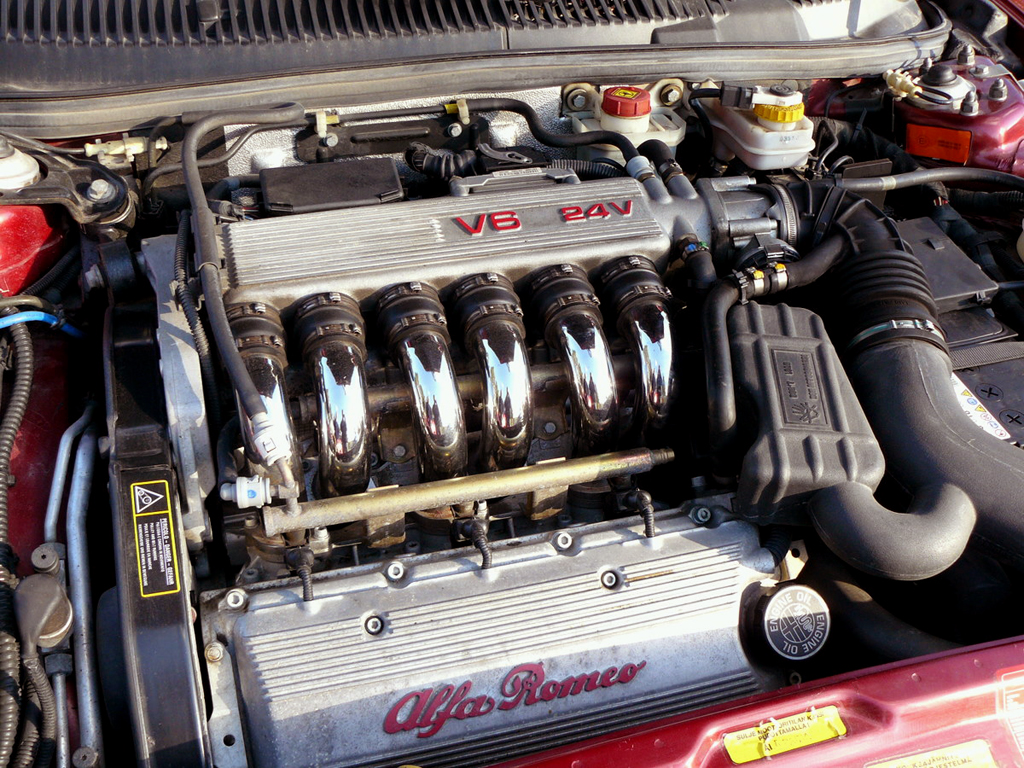
Moteur Alfa 156 V6 2.5 24V

## Phase 3 (2003 - 2005)

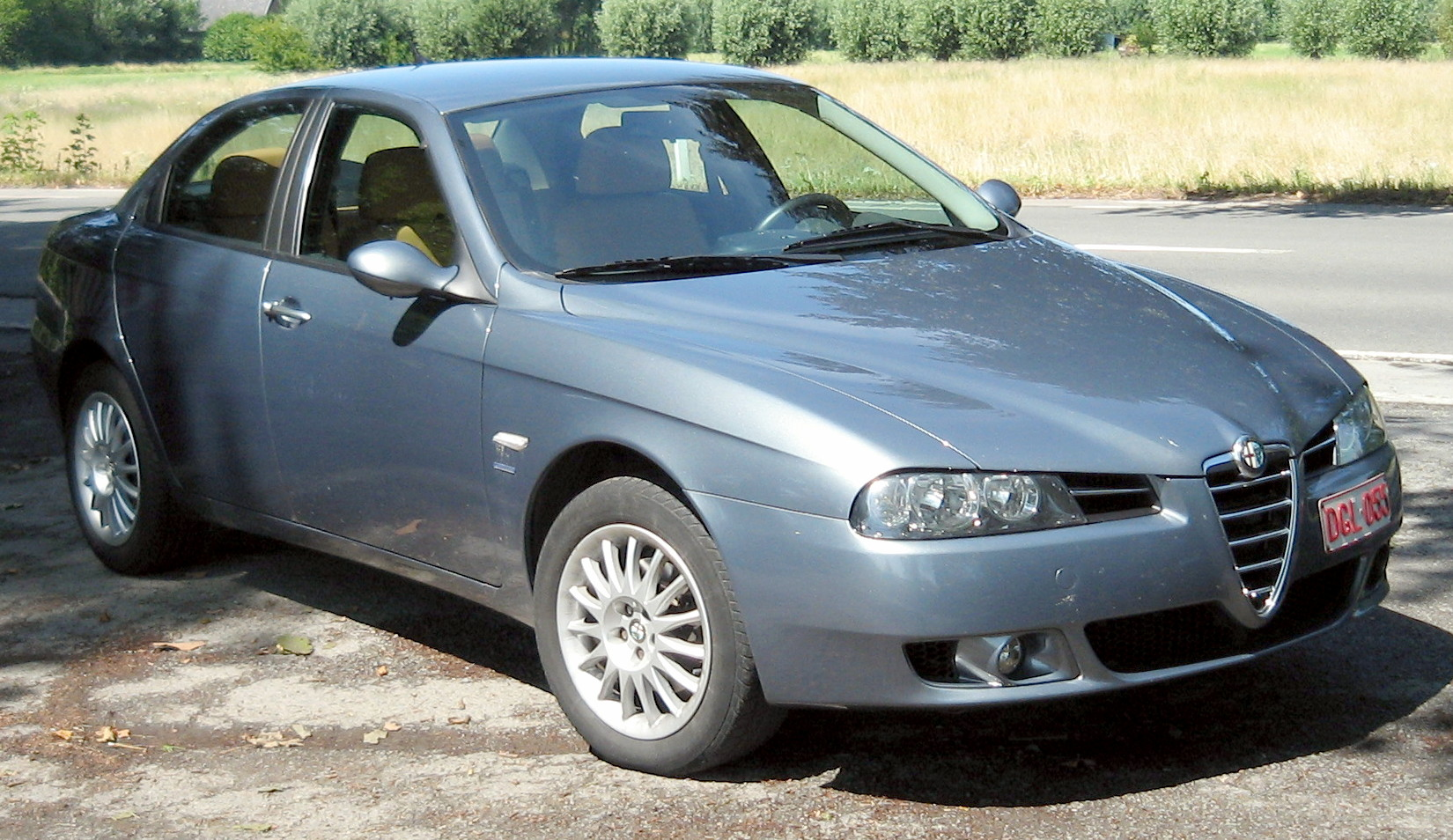
Alfa 156 3e série

L'Alfa Romeo 156 bénéficie d'un restylage extérieur plus profond en 2003 dû à Giugiaro qui la dote d'un nouveau dessin des phares, d'une nouvelle calandre avec un scudetto plus proéminent, dont le style sera repris sur les restylages des modèles de la marque par la suite, notamment la 147 en 2005.
Les moteurs essence sont inchangés mais les diesels évoluent avec l'adoption du système Multijet de Fiat. Le 1.9 JTDm sera décliné en 126, 136 et 150 ch, et 175 ch pour le 2.4 JTDm.
La production des berlines s'arrête en 2005 et est remplacée par l'Alfa Romeo 159. La production des versions SportWagon se poursuit jusqu'en 2007.

## Crosswagon Q4

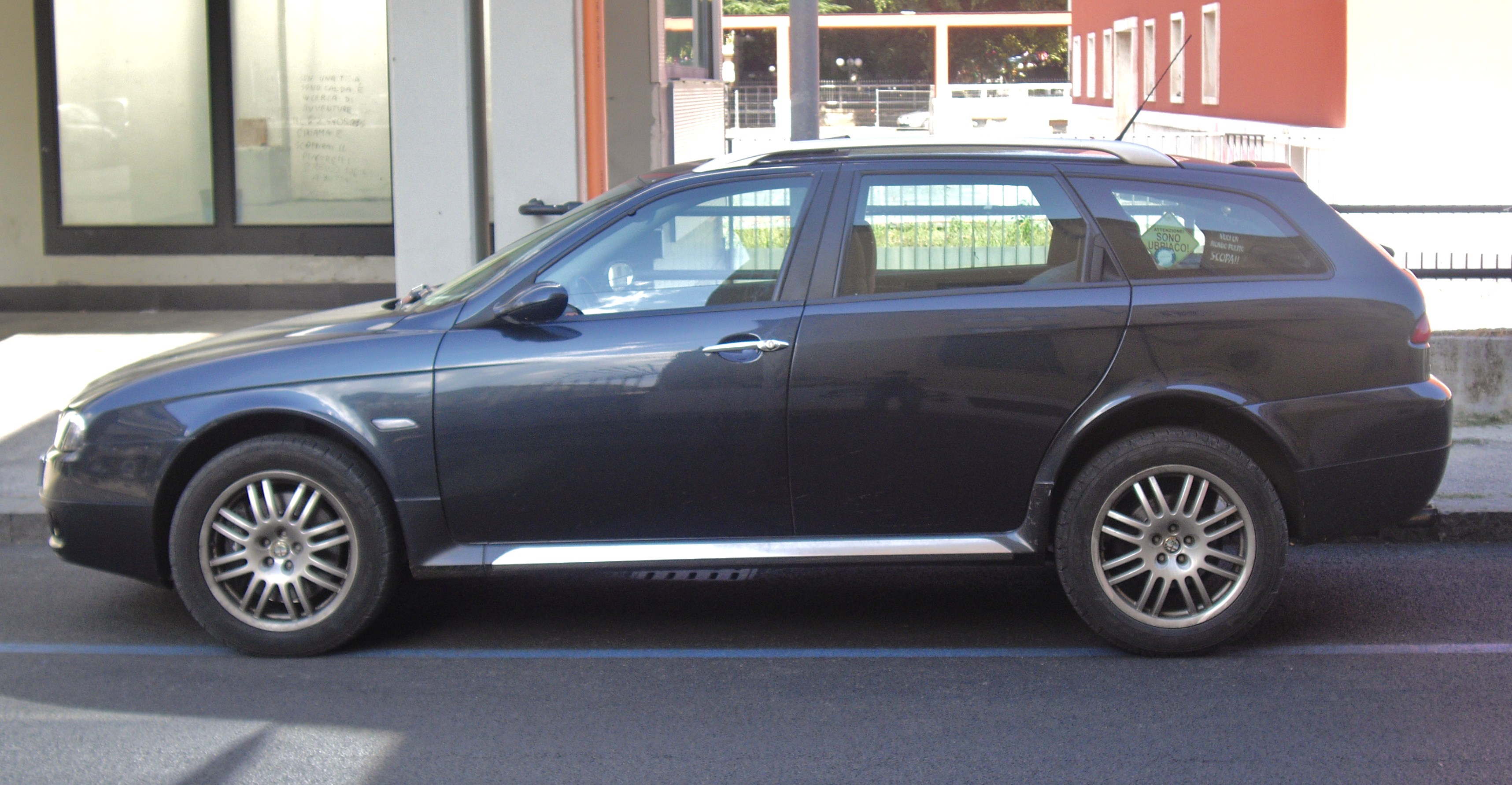
Alfa 156 Crosswagon

L'Alfa Romeo Crosswagon Q4 est construite sur la base de l'Alfa 156 SW mais dispose d'une garde au sol rehaussée de 6,7 cm. Son poids augmente de près de 200 kg du fait de la transmission 4x4, comprenant trois différentiels dont un Torsen entre avant et arrière, qui répartissent la puissance mécaniquement en fonction de l'adhérence. En conditions d'utilisation ordinaires, 58 % du couple est transféré aux roues arrière mais seulement 40 % en cas de survirage ou jusqu'à 80 % à l'accélération. Elle est à l'aise dans les conditions d'adhérence précaire. C'était le dernier modèle de la gamme 156 encore en production, jusqu'en 2007.
Le coffre, le même que dans la déclinaison Sportwagon, ne propose qu'une contenance de 360 litres, inférieure de 20 litres à celle de la berline en position normale, mais contrairement à la berline, la banquette arrière 2/3-1/3 se rabat pour offrir un espace de chargement beaucoup plus important.

## Selespeed
L'Alfa Romeo 156 2.0 Twin Spark Selespeed est équipée du moteur 2.0 essence Twin Spark et d'une boîte de vitesses séquentielle avec commande au volant, à boutons sur les premiers modèles puis à palettes. À noter que la boîte Selespeed a aussi équipé la version 3.2 V6 GTA mais cette dernière est plus robuste et fiable pour cette version, le robot étant aussi présent sur les Ferrari F350 à boîte robotisée.
La consommation en cycle urbain reste élevée avec 11,7 litres au 100 km.
La boîte 5 vitesses offre un double débrayage automatique au rétrogradage et adapte le temps de passage de vitesse au régime moteur (zone rouge affichée à 7 000 tr/min).

## Alfa Romeo 156 en compétition

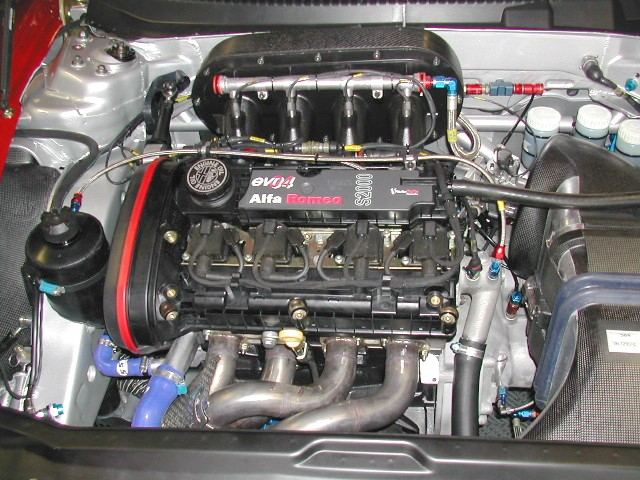
Moteur Twin Spark de l'Alfa 156 ETCC.

Afin d'assurer son image de performance et de compétitivité, Alfa Romeo a voulu faire perdurer le mythe et la 156 GTA (Gran Turismo Alleggerita) participe à ses premières compétitions dès 1998 en Italie, le modèle de série venant tout juste de commencer sa carrière.
C'est N.Technology, la division sport du groupe Fiat, qui mit au point la 156 GTA, et pour l'occasion une écurie spécifique fut créée, l'AutoDelta Squadra Corse, réutilisant le nom Autodelta.
Alfa Romeo a engagé sa 156 dans de nombreuses compétitions et elle sera d'une redoutable efficacité. Entre 1998 et 2004, elle remporte 60 courses sur 127 disputées, que ce soit au championnat italien ou européen ETCC. Au total, elle remporte deux titres au championnat italien et quatre au championnat européen dont le doublé titre constructeur et pilote en 2001, 2002 et 2003. Les auteurs de ces titres sont les pilotes Fabrizio Giovanardi et Gabriele Tarquini. Comme à l'époque de sa devancière, l'Alfa Romeo 155 V6 Ti qui courait en DTM, la 156 a mis à mal les BMW qui normalement étaient plus taillées pour la compétition avec leur transmission aux roues arrière. Mais N.Technology avait réussi à faire de cette traction un redoutable adversaire car, grâce à un judicieux réglage des suspensions, la voiture avait tendance à survirer dans les virages et pouvait donc rivaliser sans problème avec les propulsions.
Le championnat ETCC limitait la cylindrée des voitures engagées à 2 000 cm3, c'est la raison pour laquelle l'Alfa Romeo 156 GTA était équipée d'un 4-cylindres et non d'un V6 3.2 comme la GTA de série.
La base du moteur est un 4-cylindres Twin Spark, dont l'alésage est passé de 83 à 86 mm et la course de 91 à 86 mm avec un rapport volumétrique de 11:1. Le moteur développe 270 ch à 8 500 tr/min et 27 mkg à 7 000 tr/min. La gestion électronique du moteur est confiée à un boîtier Magneti-Marelli MR3. Il faut savoir que le moteur est bridé par un boitier papillon unique de 64 mm et un régime maxi de 8 500 tr/min, imposés par la règlementation ETCC.
La transmission est assurée par une boîte de vitesses séquentielle à 5 rapports et un autobloquant à rampe asymétrique.
Le freinage fourni par Brembo est composé de disques ventilés de 295 mm à l'avant et de disques pleins de 276 mm à l'arrière.
Le poids total avec les pleins et le pilote est d'environ 1 140 kg.

## Production
Tableau récapitulatif de la production en Italie selon les données statistiques ANFIA, (équivalent du CCFA français) :
| Année | Alfa Romeo 156 |
| ----- | -------------- |
| 1997  | 30 693         |
| 1998  | 109 117        |
| 1999  | 116 918        |
| 2000  | 118 669        |
| 2001  | 88 181         |
| 2002  | 69 781         |
| 2003  | 68 291         |
| 2004  | 47 653         |
| 2005  | 21 302         |
| 2006  | 2 430          |
| 2007  | 312            |
| TOTAL | 673 435        |

## Production en Thaïlande
L'Alfa Romeo 156 a aussi été assemblée en Thaïlande entre mars 2002 et fin 2004. Plusieurs centaines d'exemplaires avec volant à droite sont sortis des chaines de l'usine General Motors près de Bangkok. C'était à l'époque des accords de collaboration entre Fiat S.p.A. et GM.
Finalement, ce sont environ 680.000 Alfa Romeo 156 qui ont été fabriquées en Italie dans l'usine de Pomigliano d'Arco, près de Naples et en Thaïlande.

## L'Alfa Romeo 156 dans les forces de l'ordre
L'Alfa Romeo 156 a été très largement utilisée par les forces de l'ordre italiennes notamment les Carabiniers en version berline et la Polizia (Police nationale italienne) en version station wagon. La Guardia di Finanza a également été dotée de ce modèle.
Elles ont été remplacées par des Alfa Romeo 159, berlines et Station wagon.

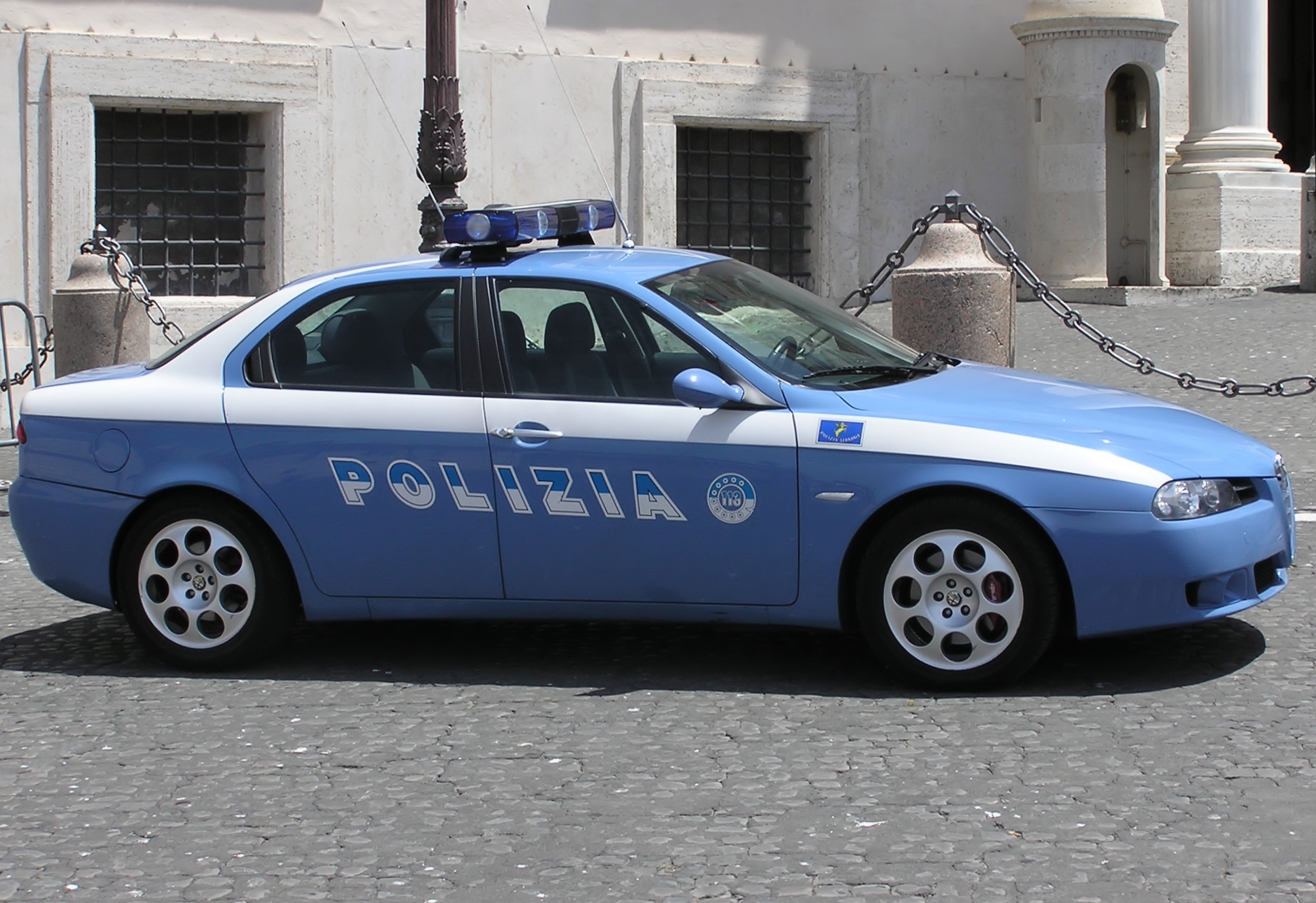
Une Alfa Romeo 156 de la Polizia di Stato 2,5 V6
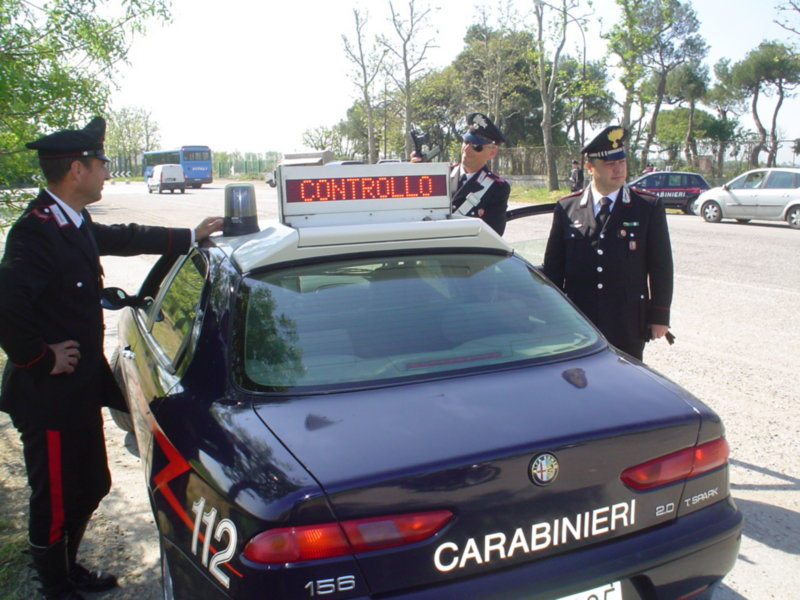
Une Alfa Romeo 156 des Carabinieri 2,0 Twin Spark